# Piz Lagalb
Piz Lagalb är ett 2 959 meter högt berg i kantonen Graubünden i Schweiz. Sedan 1963 finns en kabinbana vid berget för vintersport.
Nära kabinbanans dalstation vid 2107 meter över havet ligger en järnvägsstation för Berninabahn som är en del av Rhätische Bahn. Här finns anslutning till Sankt Moritz och Tirano. Bredvid kabinbanans bergsstation finns en restaurang med utsiktspunkt. Både kabinbanan och restaurangen är stängda under sommaren.